# Ocean's 8
Ocean’s 8 er en amerikansk spillefilm instrueret af Gary Ross baseret på et filmmanuskript af Ross og medforfatter Olivia Milch. Filmen er en opfølger til Ocean's Thirteen og har premiere 8. juni 2018, udgivet af Warner Bros. Pictures. Filmingen begyndte 25. oktober 2016 i New York.

## Medvirkende
- Sandra Bullock som Debbie Ocean
- Cate Blanchett som Lou
- Anne Hathaway som Daphne Kluger
- Helena Bonham Carter som Rose
- Mindy Kaling som Amita
- Sarah Paulson som Tammy
- Rihanna som Nine Ball
- Awkwafina som Constance
- Richard Armitage som Claude Becker
- James Corden som John Frazier
- Richard Robichaux som Lawrence
- Elliott Gould som Reuben
- Shaobo Qin som Yen